# Encyclopedie van de Vlaamse Beweging
L’Encyclopedie van de Vlaamse Beweging (Encyclopédie du Mouvement flamand) est un ouvrage encyclopédique de référence sur le mouvement flamand, dont les mots-clé se réfèrent à des personnes, événements, publications, organisations, mythes et autres sujets flamands (et non flamands).  La première édition est parue en 1975 auprès de la maison d'édition Terra-Lannoo à Tielt. 
La critique sur le peu d’impartialité de l’information offerte par l’encyclopédie, ainsi que sur  ses lacunes et la définition imprécise du domaine d’intérêt, engendrèrent une nouvelle édition, parue en 1998 et intitulée Nieuwe Encyclopedie van de Vlaamse Beweging (Nouvelle Encyclopédie du Mouvement flamand). 
Il existe depuis 2001 une édition mise à jour sur l’Internet.  Une version sur CD-ROM est également disponible. 